# Hakkō-ryū
 (avril 2019).
Si vous disposez d'ouvrages ou d'articles de référence ou si vous connaissez des sites web de qualité traitant du thème abordé ici, merci de compléter l'article en donnant les références utiles à sa vérifiabilité et en les liant à la section « Notes et références ».
Le hakkō-ryū (ou hakkō-ryū-jū-jutsu) est un art martial japonais.

## Histoire
Le hakkō-ryū-jū-jutsu prend naissance à la même époque que l'aïkido. C'est en 1938 que le soke Ryuho Okuyama, alors âgé de trente-cinq ans, et qui vient de terminer ses études de médecine, ouvre son premier dojo à Tokyo. La technique qu'il enseigne, nommée hakkō-ryū, tire ses origines des Daitōryū aikijūjutsu, kito-ryū, takenuchi-ryū et tenshin-shinyo-ryū.
On peut remarquer des similitudes avec l'aïkido, ce qui explique les quelques ressemblances qui existent sur la forme de ces deux disciplines, la finalité étant cependant sensiblement différente.
hakkō-ryū signifie « école de la huitième lumière ». Cette huitième lumière, l'ultraviolet, résultat de la dispersion des sept couleurs de l'arc-en-ciel, évoque l'effet non perceptible des techniques du hakkō-ryū. Car au-delà de la self-defense, le but du hakkō-ryū est l'équilibre et la santé du pratiquant. Chacune des techniques élaborées par Okuyama possède une interprétation physiologique au sens de la médecine orientale et est destinée à produire un effet bien déterminé sur les organes vitaux du pratiquant.
Le hakkō-ryū-jū-jutsu est considéré par ses pratiquants comme étant à la fois une école de santé et une école d'efficacité. Elle procède à une éducation progressive et rationnelle du corps en vue de la défense par la souplesse et ne se limite pas à un enseignement superficiel d'autodéfense.
Après une trêve due à la loi martiale qui interdit la pratique des arts martiaux au Japon, Okuyama s'établit en 1947 à Ōmiya, dans la préfecture de Saitama, à proximité de Tokyo. C'est là qu'il installe le honbu-dōjō, qui devient le centre mondial du hakkō-ryū-jū-jutsu.
Après s'être développé au Japon, le hakkō-ryū s'implante successivement aux États-Unis, au Canada, en Australie puis en Europe.
Le hakkō-ryū apparaît en France pour la première fois en 1970 avec la venue à Paris du Japonais Takeshi Dogane, quatrième dan à l'époque, qui y séjournera durant deux ans.
Mais la véritable implantation du hakkō-ryū en France se fera vers les années 1975-1976, plusieurs Français ayant obtenu le titre de shihan à la suite de stages au Japon.
Certains de ces précurseurs ont maintenant dévié du hakkō-ryū pour créer leur propre école en ajoutant à la progression japonaise originelle des techniques empruntées à d'autres disciplines.
De nos jours, très peu de dojos en France et en Europe enseignent encore fidèlement les techniques du hakkō-ryū telles que définies par Ryuho Okuyama, qui font toute la spécificité et la richesse de cette école.
Le dojo de Pontchâteau en Loire Atlantique est l'un d'entre eux.

## Vidéo
- Shodai Soke Okuyama Ryuho
- hakkō-ryū